# Kalanchoe manginii
Kalanchoe manginii (o Bryophyllum manginii) és una espècie de planta suculenta del gènere Kalanchoe, de la família de les Crassulaceae.

## Descripció
És una planta perenne, prostrada, de fins a 40 cm d'alçada.
Amb nombroses tiges, formant un matoll, primes, llenyoses, erectes o decumbents, tiges estèrils pubescent-glandulars, tiges de flors glabres.
Les fulles són subsèssils, molt carnoses, de 8 mm de gruix, glabres a pubescents, de color verd clar, obovades, obovat-orbiculars, obovat-espatulades, oblongues a orbiculars, d'1 a 3 cm de llarg i de 0,6 a 1,5 cm d'ample, punta molt obtusa, base atenuada, no amplexicaule, amb marges sencers, de vegades lleugerament crenats a la part superior.
Les inflorescències amb panícules laxes de poca floració amb tiges curtes, amb propàguls, pedicels de 7 a 10 mm, peluts.
Les flors són pèndules; calze de color verd a verd-vermellós, amb pèls glandulars; tub de 0,4 a 0,8 mm; sèpals ovats a oblongs, aguts, de 6,5 a 9 mm de llarg i de 2,4 a 3,5 mm d'ample; corol·la urceolada-quadrangular, de color vermell-ataronjat a vermell brillant, tub de 20 a 25 mm; pètals ovats, apiculats, de 3,5 a 4,5 mm de llarg i de 4,5 a 5 mm d'ample, estams superiors sobresortints.

## Distribució
Planta endèmica del centre de Madagascar (massís d'Andringitra). Creix en vessants rocosos secs, fins als 2000 m d'altitud.

## Taxonomia
Kalanchoe manginii va ser descrita per Raymond-Hamet i Joseph Marie Henry Alfred Perrier de la Bâthie (Raym.-Hamet & H.Perrier) i publicada a Annales des Sciences Naturelles; Botanique, série 9 16: 370–373. 1912.

### Etimologia
Kalanchoe: nom genèric que deriva de la paraula cantonesa "Kalan Chauhuy", 伽藍菜 que significa 'allò que cau i creix'.
manginii: epítet atorgat en honor del botànic francès Louis Alexandre Mangin.

### Sinonímia
- Bryophyllum manginii (Hamet & H.Perrier) Nothdurft (1962) (de la que n'és el basiònim).
- Kalanchoe manginii var. triploidea Mannoni & Boiteau (1948) / Bryophyllum manginii var. triploideum (Mannoni & Boiteau) Nothdurft (1962).